# Vendula Měrková
Vendula Měrková (* 3. března 1988 Třebíč) je česká volejbalistka.

## Kariéra
Měrková začala svou kariéru v TJ Náměšti nad Oslavou. S družstvem VK Královo Pole Brno vyhrála v letech 2006 a 2007 Mistrovství České republiky. V sezóně 2007/08 hrála v družstvu VK Prostějov a vyhrála s týmem Český pohár. Následně se přesunula do SK UP Olomouc. V roce 2010 se přesunula do týmu německé Bundesligy VfB 91 Suhl. Ve své první sezóně v Německu se zúčastnila finále DVV Cupu. V sezóně 2012/13 hrála Měrková v družstvu téže ligy VT Aurubis Hamburk. Poté, co se vrátila zpět do týmu Suhlu byla přesunuta do týmu VolleyStars Thüringen. Po jedné sezoně v Itálii v New Volley Libertas se v roce 2015 vrátila zpět do družstva VK Královo Pole.